# Гаджимурадов, Мурад Хайрудинович
Мурад Хайрудинович Гаджимурадов (1984, Хасавюрт, Дагестанская АССР, РСФСР, СССР — 4 сентября 2008, Хасавюрт, Дагестан, Россия) — российский борец вольного стиля, призёр чемпионата России.

## Спортивная карьера
В июне 2004 года в составе сборной Дагестана отправился на чемпионат России. В июле 2006 года стал бронзовым призёром чемпионата России в Нижневартовске.

## Смерть
Занимался террористической деятельностью, хранил оружие и взрывчатые вещества для банды Асхаба Бидаева. 4 сентября 2008 года вместе с четырьмя членами банды Бидаева, среди которых чемпион России по вольной борьбе Камал Устарханов, был убит в ходе спецоперации в Хасавюрте.

## Спортивные результаты на крупных турнирах
- Чемпионат России по вольной борьбе 2006 — ;